# Grumman F6F Hellcat
Le Grumman F6F Hellcat est un chasseur embarqué développé pour remplacer le F4F Wildcat au sein de l'United States Navy. Bien que le F6F soit une extrapolation du F4F, il était beaucoup plus puissant avec un moteur Pratt & Whitney R-2800 de 2 000 ch. Souvent appelé « Wildcat's big brother », le Hellcat, au même titre que le F4U Corsair, fut le principal chasseur de l'US Navy durant la seconde partie de la Seconde Guerre mondiale.
Le Hellcat fut le premier chasseur de l'US Navy à pouvoir clairement concurrencer les Zéro japonais. Il fut aussi le chasseur le plus titré de l'histoire de l'aéronavale, avec un palmarès de 5 223 appareils ennemis détruits (5 163 durant la campagne du Pacifique, 8 de plus durant le débarquement de Provence,, et 52 par la Fleet Air Arm britannique). À la fin de la guerre, le Hellcat fut rapidement retiré du service de première ligne, mais il servit en tant que chasseur nocturne jusqu'en 1954. Il fut encore utilisé au combat en Indochine par l'Aéronavale et par l'Armée de l'air françaises.

## Conception

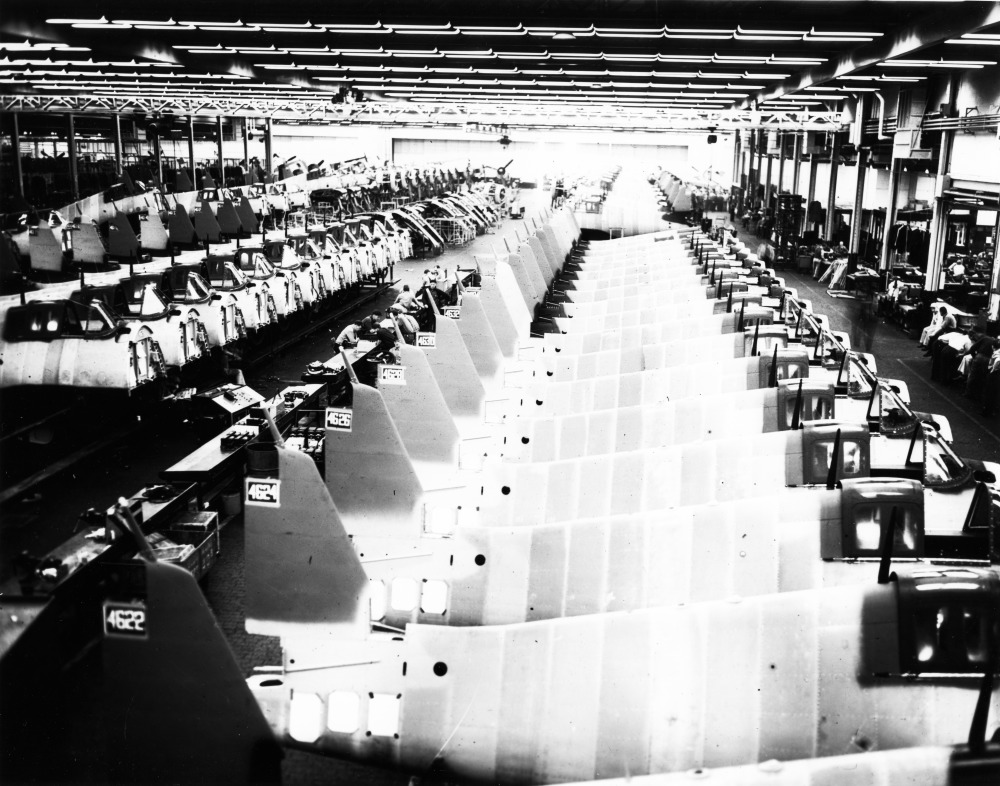
Ligne de production de F6F-5 de l'usine de Bethpage en 1944.

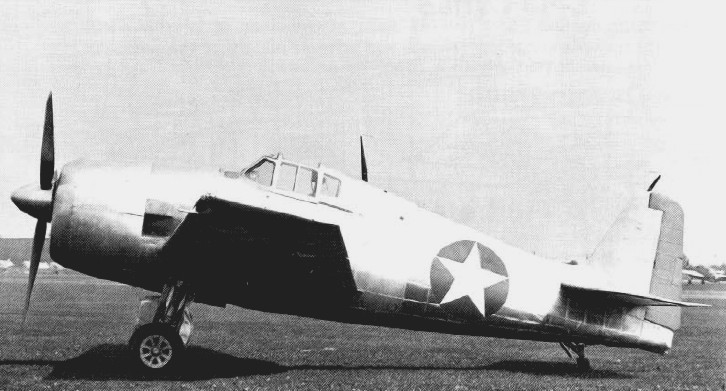
Grumman XF6F-1 Hellcat 1942

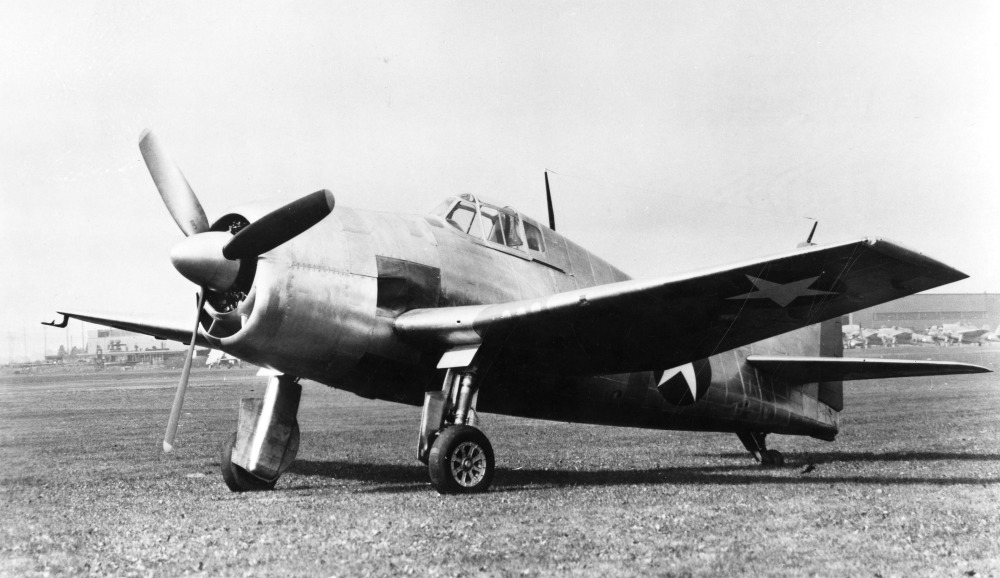
Grumman XF6F-3 Hellcat 1942

Le 30 juin 1941, Grumman signa un contrat prévoyant le remplacement du F4F Wildcat par un nouveau chasseur embarqué. Bien que le F4F ait été un chasseur efficace, les dog fights (combats tournoyants) contre des chasseurs japonais, tels que le fameux A6M Zéro, plus manœuvrables et possédant une meilleure vitesse ascensionnelle se révélèrent désastreux. Plus robuste et possédant un meilleur armement, la seule alternative du Wildcat était de plonger rapidement pour esquiver les attaques des Zéro japonais et revenir pour attaquer. Cette méthode, dite du Yoyo, consiste en une série de montées et descentes qui permettent aux appareils de compenser un faible rayon de virage.
Ces avantages de vitesse de piqué, de capacité à encaisser les coups et de puissance de feu combinés avec d'autres améliorations amenèrent à créer un chasseur surclassant les chasseurs ennemis, le F6F Hellcat. Le prototype du XF6F-1 devait être à l'origine équipé d'un moteur Wright R-2600 Cyclone de 1 700 ch, mais en raison des expériences au combat du F4F contre les Zéro japonais, Grumman décida d'augmenter la puissance du moteur pour lui assurer la domination de l'espace aérien au-dessus du Pacifique. De ce fait, Grumman installa un moteur Pratt & Whitney R-2800 Double Wasp de 2 000 ch pour augmenter de 25 % les performances initiales.
Le premier prototype (immatriculé 02981) équipé du Wright R-2600 Cyclone vola pour la première fois le 26 juin 1942, le premier appareil équipé du Pratt & Whitney R-2800, le XF6F-3 (02982), s'envola le 30 juillet de la même année.
Présenté à la même période que les premiers prototypes de Hellcat, le XF6F-2 incorporait un turbocompresseur, mais les gains obtenus n'étaient pas significatifs. Toutes les versions ultérieures du F6F furent équipées de compresseurs mécaniques à double étage et à deux vitesses .

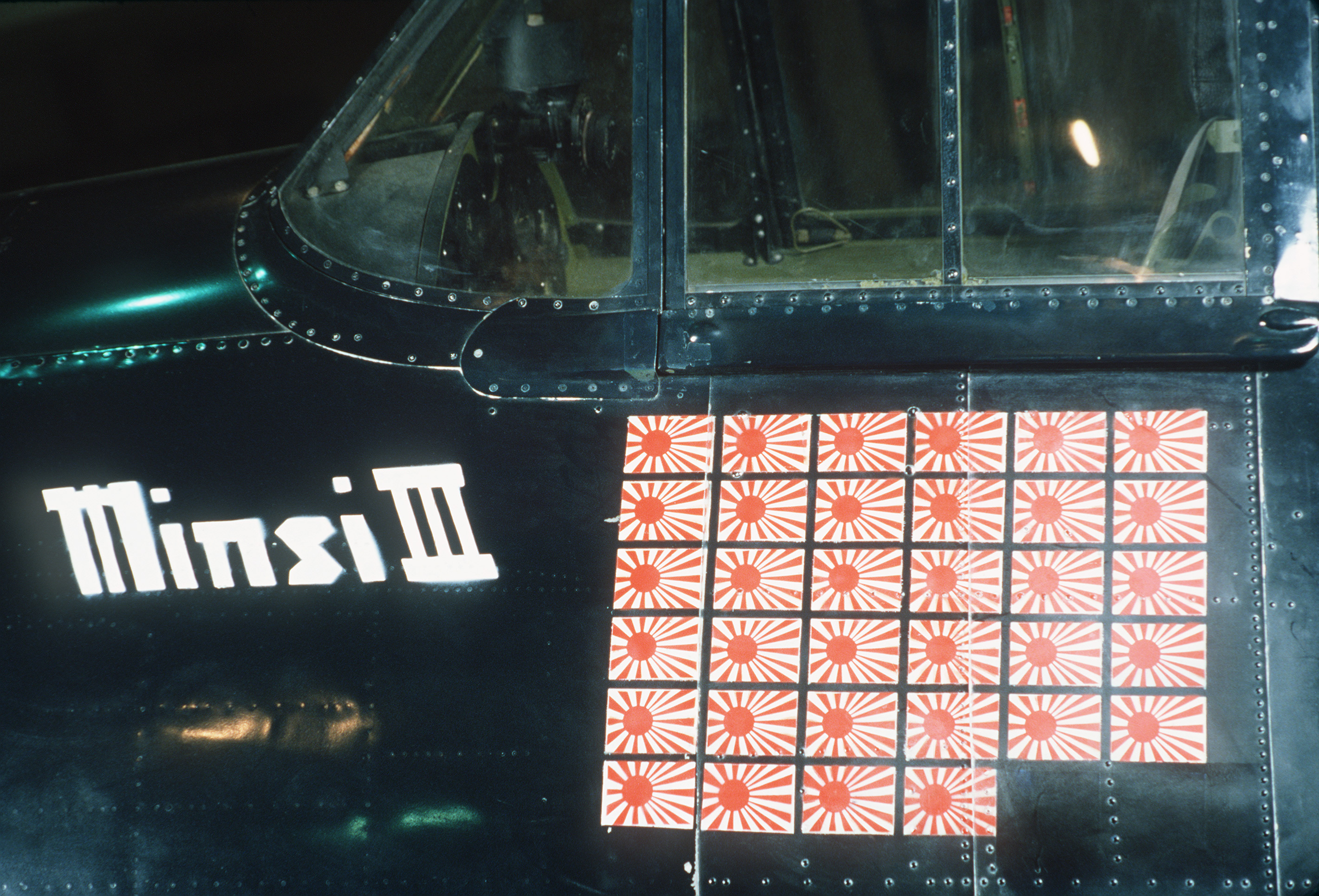
Les 34 « Kills » du Capt. David S. McCampbell peints sur le fuselage de son F6F-5 Hellcat. Appareil visible au US Naval Aviation Museum.

À l'instar du Wildcat, le Hellcat fut conçu pour faciliter sa production et pour résister à un maximum de dégâts. Ainsi, une « armure » blindée de près de 96 kg protège le poste de pilotage et les organes de commande, avec une verrière pare-balles, un réservoir d'huile blindé et des réservoirs de carburant auto-obturants, etc. L'as des as de l'US Navy, le capitaine de vaisseau David McCampbell, totalisera ses 34 victoires sur Hellcat. Il décrivit le F6F comme étant « … un remarquable avion de chasse. Il obtenait de bons résultats, était facile à piloter et une excellente plateforme de tir. Mais ce dont je me souviens le plus, c'est qu'il était robuste et facile à entretenir ».
Les premiers appareils de production, désignés F6F-3, volèrent le 3 octobre 1942 et furent fournis en capacité opérationnelle suffisante en février 1943 pour équiper la VF-9 basée sur le porte-avions USS Essex (CV-9).
Deux variantes de chasseurs nocturnes basés sur le F6F-3 furent développées. Le F6F-3E, converti à partir de la cellule du F6F-3, était équipé d'un radar AN/APS-4. La version suivante F6F-3N, qui vit le jour en juillet 1943, était équipée d'un radar AN/APS-6. C'est à partir de novembre 1943 que les chasseurs de nuit Hellcat connurent leur baptême du feu. L'ajout du radar AN/APS-6 sur un F6F-5 entraîna le développement de la version de chasse nocturne F6F-5N, et une petite partie de F6F-5 standard furent aussi équipés d'un matériel photo pour assurer des missions de reconnaissance, version qui sera désignée F6F-5P.
Contrairement au Wildcat dont le train d'atterrissage étroit se rétractait dans le fuselage par une action manuelle du pilote, le Hellcat possédait un train d'atterrissage hydraulique plus large qui venait se loger dans les ailes, exactement comme sur le Chance Vought F4U Corsair. L'implantation des ailes était basse au lieu d'être médiane et les ailes étaient repliables comme sur les dernières versions du Wildcat, ce qui rendait le Hellcat plus compact sur le pont d'envol.
L'armement standard du F6F consistait en six mitrailleuses Browning M2 de calibre 0.50 (12,7 mm) refroidies par air, approvisionnées à 400 coups ; trois points d'attache furent ajoutés pour transporter une charge offensive de 900 kg. Le point d'attache ventral pouvait accueillir un réservoir largable de 150 gallons (568 l). Six roquettes de 127 mm (High Velocity Aircraft Rocket (en)) pouvaient être ajoutées sous les ailes (3 sous chaque). Au total, 4,402 F6F-3 furent construits jusqu'à avril 1944, quand la production fut changée pour le F6F-5 .
La dernière et plus répandue des variantes fut donc le F6F-5, qui bénéficiait d'un grand nombre d'améliorations dont un moteur plus puissant R-2800-10W, un capot moteur plus aérodynamique, la suppression des fenêtres situées en arrière de la verrière, une verrière blindée améliorant la vision,. Une autre amélioration majeure du F6F-5 était la possibilité d'augmenter la puissance de feu en passant de l'armement standard de six mitrailleuses de 0.50 à un ensemble composé de deux canons Hispano-Suiza HS-404 de 20 mm (calibre 0.79) (225 coups par arme) montés de pair avec deux mitrailleuses de 12,7 mm (calibre 0.50) approvisionnées à 400 coups par arme. Cette configuration ne fut cependant utilisée que sur la variante de chasse nocturne F6F-5N.

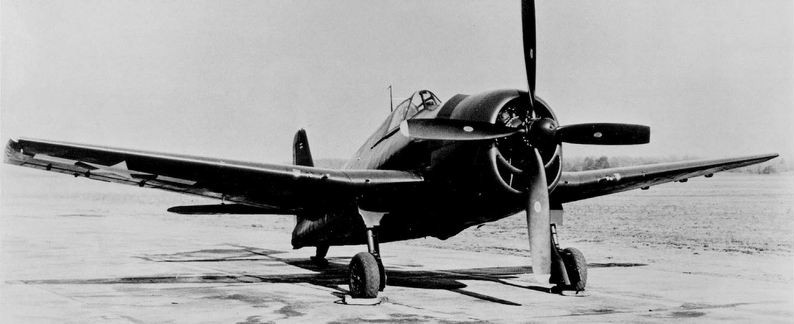
XF6F-6 Hellcat, Naval Air Station Patuxent River, 20 décembre 1944

Deux F6F-5 furent équipés d'un moteur en étoile de 18 cylindres Pratt & Whitney R-2800-18W avec compresseur mécanique à double étage, développant 2 100 ch, qui était utilisé sur le F4U-4 Corsair. Cette nouvelle variante de Hellcat, facilement identifiable par son hélice quadripale, fut désignée XF6F-6 . Cet appareil fut aussi la variante de production Hellcat la plus rapide avec une vitesse de pointe de 671 km/h. Cependant, la fin de la guerre fut déclarée avant que cette version puisse entrer en production de masse.
Le dernier Hellcat sortit des chaînes de montage en novembre 1945, la production totale fut de 12 275 dont 11 000 en à peine deux ans. Cette impressionnante production de masse fut permise grâce à la conception originale du F6F, qui ne nécessitait que peu de modifications sur la chaîne de montage.

## Engagements
États-Unis
Le Hellcat connut son baptême du feu face aux forces japonaises le 1er septembre 1943, quand une patrouille de F6F de l'USS Independence abattit un hydravion Kawanishi H8K « Emily ». Peu après, les 23 et 24 novembre, des F6F accrochèrent des avions japonais au-dessus de l'atoll de Tarawa ; score final : 30 Mitsubishi A6M « Zéro » abattus pour un F6F perdu. Au-dessus de Rabaul, le 11 novembre 1943, des Hellcat des porte-avions USS Essex, Bunker Hill, Independence et des Corsair de l'USMC engagèrent durant toute la journée un grand nombre d'avions japonais, dont des Zéro, et en descendirent près de 50.
À partir de cet instant, les Hellcat de la Navy prirent le dessus dans tous les engagements contre la force aérienne impériale. La bataille aérienne la plus marquante de la supériorité du F6F est la bataille de la mer des Philippines, où un nombre tellement important d'appareils japonais (600) furent abattus par la force aérienne de l'US Navy que cette bataille reçut le surnom de The Great Marianas Turkey Shoot, qui peut se traduire par « Le Grand tir aux pigeons des îles Mariannes ». Le F6F remporta à lui seul 75 % des victoires de l'aviation embarquée américaine.
Les F6F de la Navy et de l'USMC menèrent près de 66 530 missions de combat (45 % de toutes les missions de combat assurées par des chasseurs, 62 386 sorties furent menées à partir de porte-avions) et permirent d'abattre 5 163 appareils ennemis (56 % de toutes les victoires de l'US Navy/USMC) pour un coût de 270 Hellcat (soit un ratio de 19 pour 1). Le F6F domina ses adversaires les plus farouches, avec un ratio de 13:1 contre le Mitsubishi A6M Zéro, 9,5:1 contre le Nakajima Ki-84 « Hayate » (Code US Frank), et de 3,7:1 contre le Mitsubishi J2M « Raiden » (Code US Jack) durant la dernière année du conflit. Le Hellcat devint le premier « Ace Maker » (Faiseur d'As) de l'arsenal américain, avec 305 As ayant obtenu leurs victoires sur F6F. Il faut cependant relativiser le succès de cet appareil. Bien que le F6F ait été un très bon chasseur, la plupart des victoires US, à partir de 1942, ont été obtenues contre des adversaires largement inexpérimentés et numériquement dominés.
Dans le rôle d'avion d'attaque au sol, les Hellcat ont largué 5 899 tonnes de bombes.
En Europe, le F6F intervint notamment sur le théâtre méditerranéen (MTO). Il participa ainsi au débarquement de Provence au sein de la Task Force 88.
Le Grumman F6F Hellcat était un chasseur « rustique » plutôt qu'un bolide, facile à piloter, équipé de réserves de carburant énormes pour l'époque, lui qui ne trouva guère d'adversaires à sa mesure.
Il rendit aussi de fiers services tout au long de la guerre et fut l'un des avions essentiels à la victoire alliée.
Après guerre, le Hellcat fut remplacé par le Grumman F8F Bearcat ; bien que plus petit que le F4F Wildcat, il était plus puissant et plus manœuvrable que le Hellcat, mais il fut opérationnel trop tard pour participer à la Deuxième Guerre mondiale. Le Hellcat fut aussi utilisé dans un grand nombre d'emplois de seconde ligne, de l'entraînement aux drones sans pilote. En 1952, l'unité 90 Guided Missile utilisa des drones F6F-5K, transportant chacun 1 tonne de bombes, pour détruire des ponts durant la guerre de Corée. Ces drones partaient du porte-avions USS Boxer, radio-contrôlés à partir d'un AD Skyraider.

### Autres pays utilisateurs
Royaume-Uni
La Royal Navy reçut, par le biais du programme Lend-Lease, 1 263 F6F pour sa Fleet Air Arm ; initialement, les F6F devaient recevoir la désignation britannique Grumman Gannet Mark I. Le nom de Hellcat fut réutilisé à partir de 1943 par simplicité, la Royal Navy ayant préféré utiliser les désignations américaines pour tous les appareils construits aux États-Unis ; ainsi le F6F-3 devint le Hellcat F I, le F6F-5, le Hellcat F II et le F6F-5N, le Hellcat NF II. Les Hellcat britanniques virent l'action au-dessus de la Norvège, en Méditerranée et en Extrême-Orient. Un certain nombre de ces appareils anglais furent équipés avec le même matériel photographique que le F6F-5P, et reçurent la désignation Hellcat FR II. Les unités de Hellcat de la Fleet Air Arm mirent aussi à profit les qualités de cet appareil lors de combats aériens ; un total de 52 appareils ennemis furent abattus durant 18 combats entre mai 1944 et juillet 1945. Le no 1844 Naval Air Squadron (en), basé sur le HMS Indomitable de la British Pacific Fleet, fut l'unité de Hellcat la plus titrée avec un score de 32,5 appareils ennemis.
Les Hellcat de la FAA, comme la plupart des autres appareils du programme Lend-Lease, furent rapidement remplacés après guerre par des avions de conception britannique ; seuls deux des douze Squadrons équipés de F6F conservèrent leurs appareils jusqu'à la fin 1945. Ces deux escadrons furent cependant dissous en 1946. Durant ses engagements sous la cocarde britannique, le F6F s'avéra être un concurrent sérieux face aux chasseurs de la Luftwaffe, tels que le Messerschmitt Bf 109 et le Focke-Wulf Fw 190.
 France
La France utilisa aussi des F6F-5 Hellcat durant la guerre d'Indochine, tant au sein de l'Armée de l'air que de l'Aéronautique navale. Ce choix s'explique car les pistes d’Indochine étaient notoirement trop courtes pour des avions à hautes performances, ce qui a contraint à abandonner le déploiement de Republic P-47 Thunderbolt qui auraient été à tous les points de vue plus adaptés que les Supermarine Spitfire. Des chasseurs embarqués furent donc demandés aux États-Unis au titre de l’aide militaire. Ces avions sont en effet conçus d’emblée afin d’avoir une distance de décollage la plus courte possible, pour pouvoir décoller du pont d'un porte-avions même sans catapulte.
Le passage au Hellcat fut très apprécié par le personnel navigant. Les pilotes français appréciaient sa puissance de feu et sa stabilité en piqué, ainsi que le système de surpuissance apportant de manière momentanée deux cents chevaux supplémentaires, qui pouvaient se révéler utiles lors d’opérations d’appui au sol dans des zones montagneuses, nécessitant des ressources brutales pour éviter le relief.
Les 40 premiers Hellcat furent amenés à Saigon le 26 octobre 1950 sur le porte-avions Dixmude. Quatre groupes de chasse, précédemment équipés de Bell P-63 Kingcobra, furent transformés sur Hellcat en Indochine à partir de la fin de 1950 :
- Le GC 2/6 « Normandie-Niemen » perçut ses F6F-5 à partir du 21 novembre 1950, avant d’effectuer des missions au Tonkin jusqu’au 6 mai 1951.
- Le GC 1/6 « Corse » arriva dès la fin de l’année 1950 à Bach Mai, et fut doté de Hellcat, qu’il échangea contre des Grumman F8F Bearcat en juin 1951.
- Le GC 1/9 « Limousin » rejoignit Saigon en octobre 1950. Il perçut ses Hellcat à la fin de l’année et les abandonna en février 1952 au profit de Grumman F8F Bearcat.
- Le GC 2/9 « Auvergne » fut déclaré opérationnel sur F6F-5 (ceux qu’il avait repris du « Normandie-Niemen ») le 1er mai 1951. Une escadrille demeura à Tan Son Nhut et l’autre fut envoyée à Tourane avec des détachements déployés fréquemment au Tonkin jusqu’en décembre 1951.

Seize appareils du GC 2/6 « Normandie-Niemen » et du GC 1/6 « Corse » effectuèrent leurs premières missions de soutien à l’armée de terre du 14 au 18 février 1951 sur les crêtes de Vinh Yen, afin d’enrayer l’attaque du Viêt Minh vers Hanoi. L’aviation de chasse parvint à contenir la progression des rebelles et à les mettre en déroute en atteignant le chiffre record de 1 007 sorties pour le seul mois de janvier 1951, contre 500 à 600 auparavant comme moyenne mensuelle, preuve d’une meilleure disponibilité.
Les Hellcat de l'Armée de l'air furent actifs durant une période relativement brève en Indochine, et une quarantaine de ces robustes appareils effectuèrent quelques milliers de sorties d’appui-feu au profit des troupes au sol. En fait, ils assurèrent la transition entre les Supermarine Spitfire et les Bell P-63 Kingcobra essoufflés, et les Grumman F8F Bearcat. Cette période marque un très net renforcement du potentiel offensif aérien en Indochine.
L'Aéronautique navale reçut à partir d'avril 1950 124 F6F-5 et 15 F6F-5N de chasse de nuit . Ils servirent au combat en Indochine au sein des flottilles 1F (redésignée 11F le 20 juin 1953) et 12F à bord des porte-avions Arromanches, La Fayette et Bois-Belleau . Le Hellcat équipa également les escadrilles 3S, 15S, 54S, 57S, 59S, qui étaient des formations d'entraînement ou de servitude ainsi que la Section d'entraînement à la chasse de nuit (SECN) et le GAN 2 .
 Uruguay
L'Uruguay en obtînt une douzaine qu'il utilisa au sein de son aviation navale jusqu'à la fin des années 1960.

## Variantes

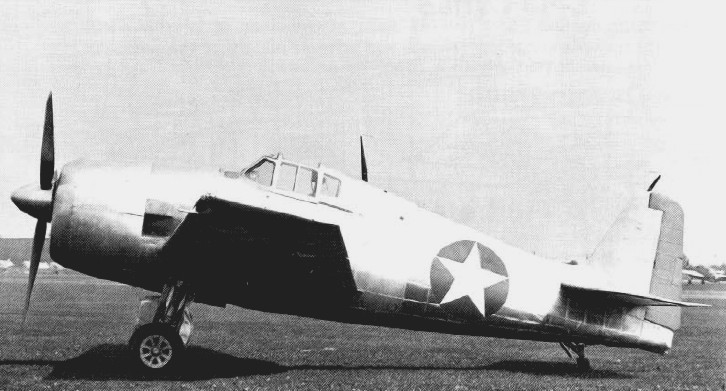
Prototype XF6F-1 du Hellcat (1942)

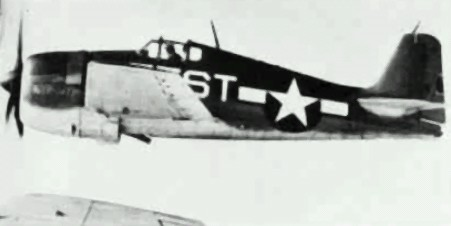
Prototype XF6F-2 du Hellcat (1943)

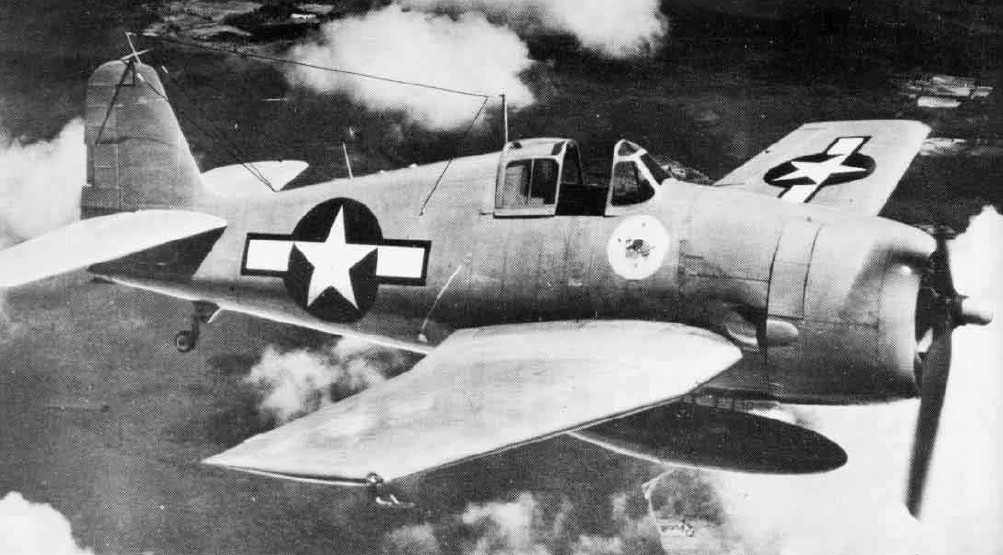
Un drone sans pilote F6F-5K en vol (1946)

XF6F-1
Premier prototype, équipé avec moteur en étoile 14 pistons Wright R-2600-10 Cyclone de 1 700 ch.
XF6F-2
Deuxième prototype, équipé initialement avec un moteur en étoile turbocompressé Wright R-2600-16 Cyclone, puis ultérieurement avec un Pratt & Whitney R-2800-21 également turbocompressé .
XF6F-3
Modification apportée sur le prototype XF6F-1 en l'équipant d'un moteur en étoile Pratt & Whitney R-2800-10 Double Wasp avec compresseur mécanique à double étage et deux vitesses développant 2 000 ch.
F6F-3 Hellcat
Chasseur monoplace, chasseur-bombardier, motorisé avec un Pratt & Whitney R-2800-10 Double Wasp de 2 000 ch.
Gannet Mk I
Appellation britannique du F6F-3 Hellcat, plus tard redéfinie en Hellcat F Mk.I.

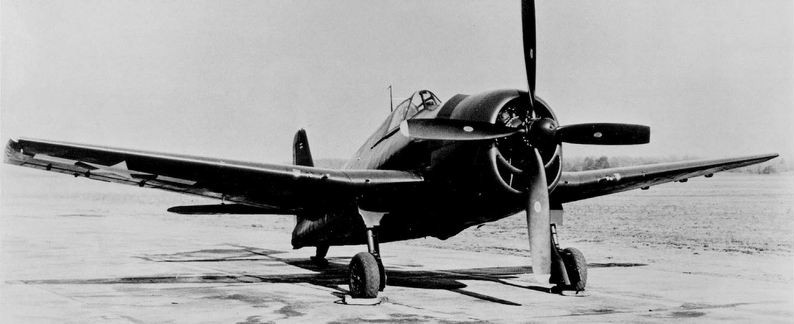
Prototype du XF6F-6 au Naval Air Test Center de Patuxent River, Maryland (États-Unis), le 20 décembre 1944.

F6F-3E Hellcat
Chasseur de nuit, équipé d'un radar AN/APS-4.
XF6F-3N
Un F6F-3 converti pour faire un prototype de chasseur nocturne.
F6F-3N Hellcat
Chasseur de nuit, équipé d'un radar AN/APS-6.
XF6F-4
Un F6F-3 motorisé avec un moteur Pratt & Whitney R-2800-27 Double Wasp de 2 100 ch. Armement : 4 canons de 20 mm. Non produit en série. Prototype reconverti en F6F-3 .
F6F-5 Hellcat
Version améliorée, aérodynamique modifiée, nouveaux ailerons et surfaces de contrôle agrandies, motorisée avec un Pratt & Whitney R-2800-10W de 2 000 ch.
Hellcat F Mk 2
Appellation britannique du F6F-5 Hellcat.
F6F-5K Hellcat
Plusieurs F6F-5 et F6F-5N convertis en cibles radiocommandées.
F6F-5N Hellcat
Chasseur nocturne, équipé d'un radar AN/ APS-6.
Hellcat NF Mk I
Appellation britannique du F6F-5N Hellcat.
F6F-5P Hellcat
Un petit nombre de F6F-5 convertis en avion de reconnaissance photo, avec un équipement photographique installé sous l'arrière du fuselage.
Hellcat FR Mk II
Appellation britannique du F6F-5P Hellcat.
XF6F-6
Deux F6F-5 équipés d'un moteur Pratt & Whitney R-2800-18W de 2 100 ch, et d'une hélice quadripale.

## Autres caractéristiques
Le F6F Hellcat connut un grand succès et on le retrouva dans l'aviation embarquée britannique, mais aussi dans la Marine (139 avions entre 1950 et 1953 qui furent réformés en 1960) et l'Armée de l'air françaises qui l'utilisèrent dans la guerre d'Indochine.
Le Hellcat a été le premier avion utilisé par la patrouille acrobatique des Blue Angels de la marine américaine.

## Pays utilisateurs
France
- Marine nationale
- Armée de l'air

 Royaume-Uni
- Fleet Air Arm

 États-Unis
- United States Navy
- United States Marine Corps

 Uruguay
- Marine nationale d'Uruguay

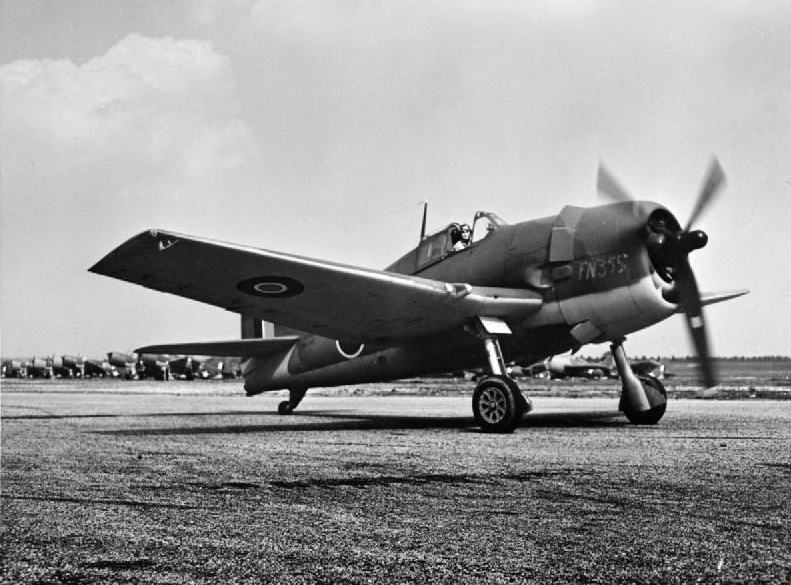
Un Hellcat F.I de la Fleet Air Arm

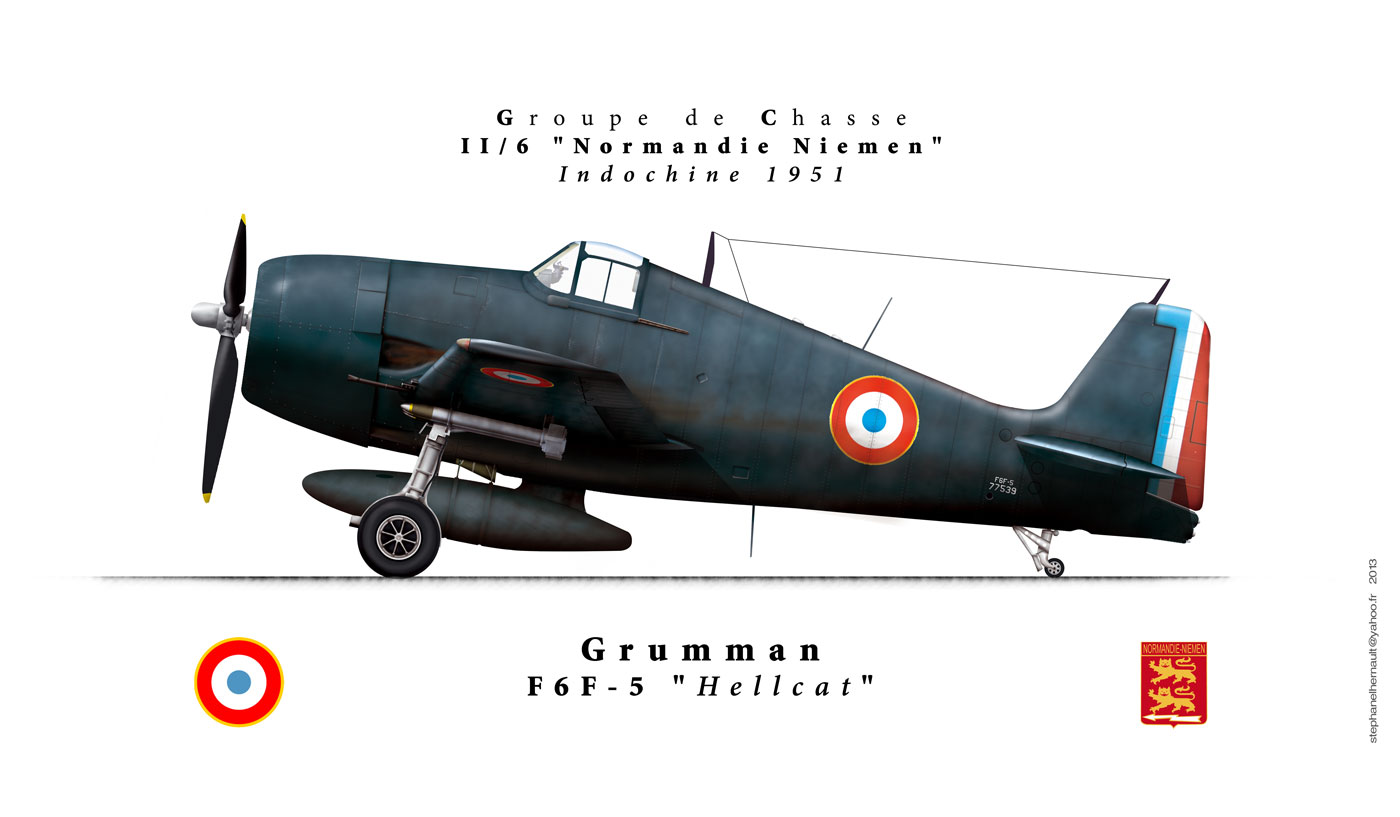
F6F-5 GC 2/6 Normandie-Niemen
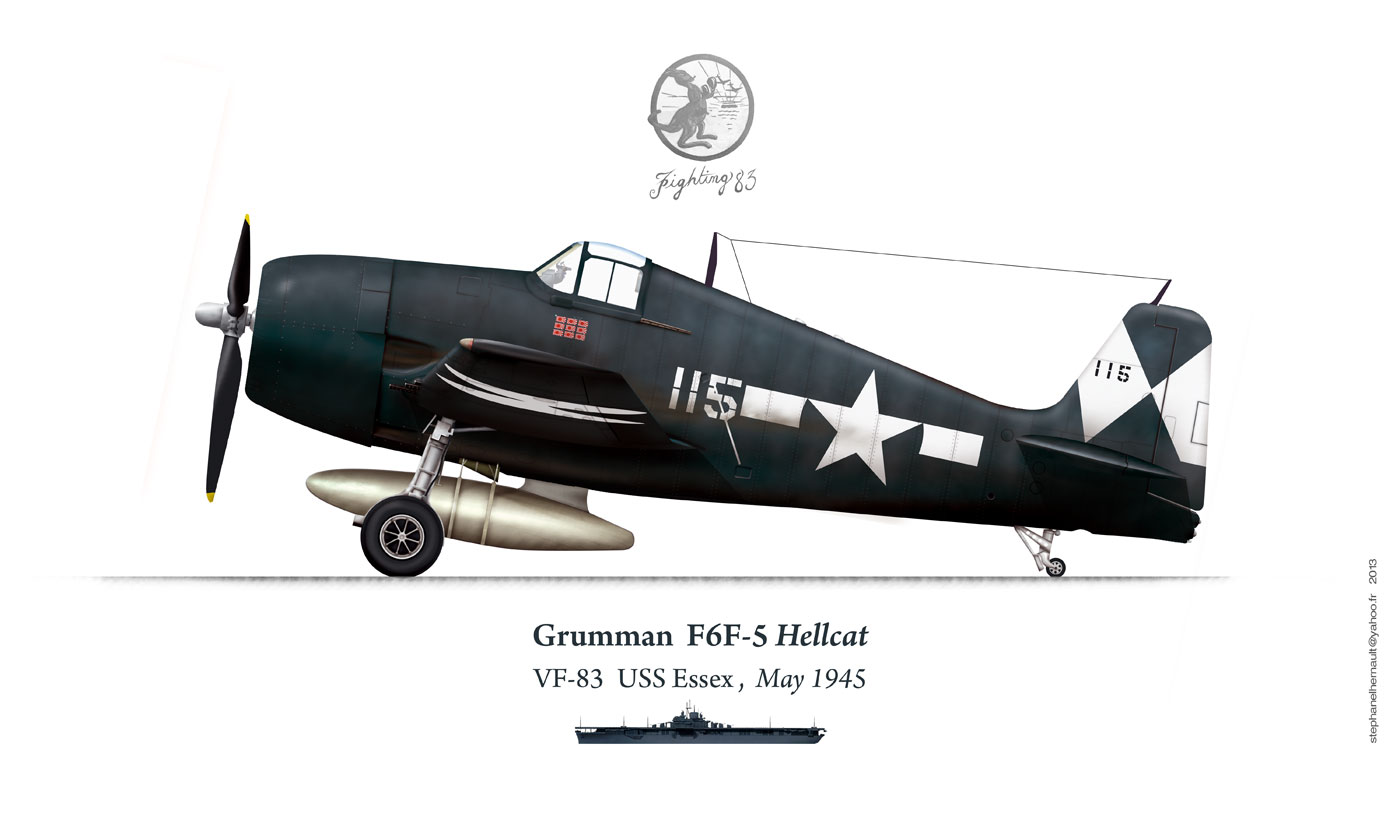
F6F-5 VF83
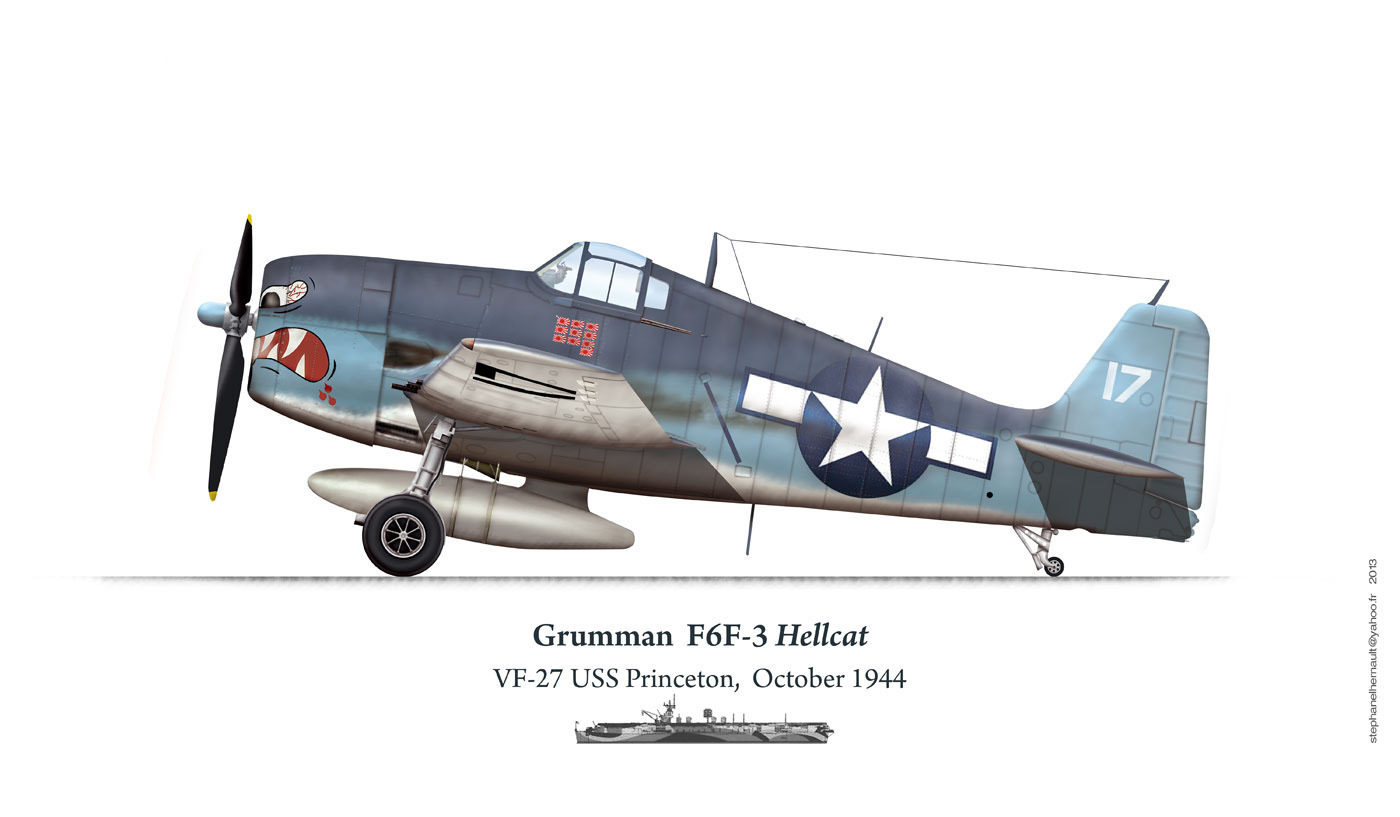
F6F-3 VF27
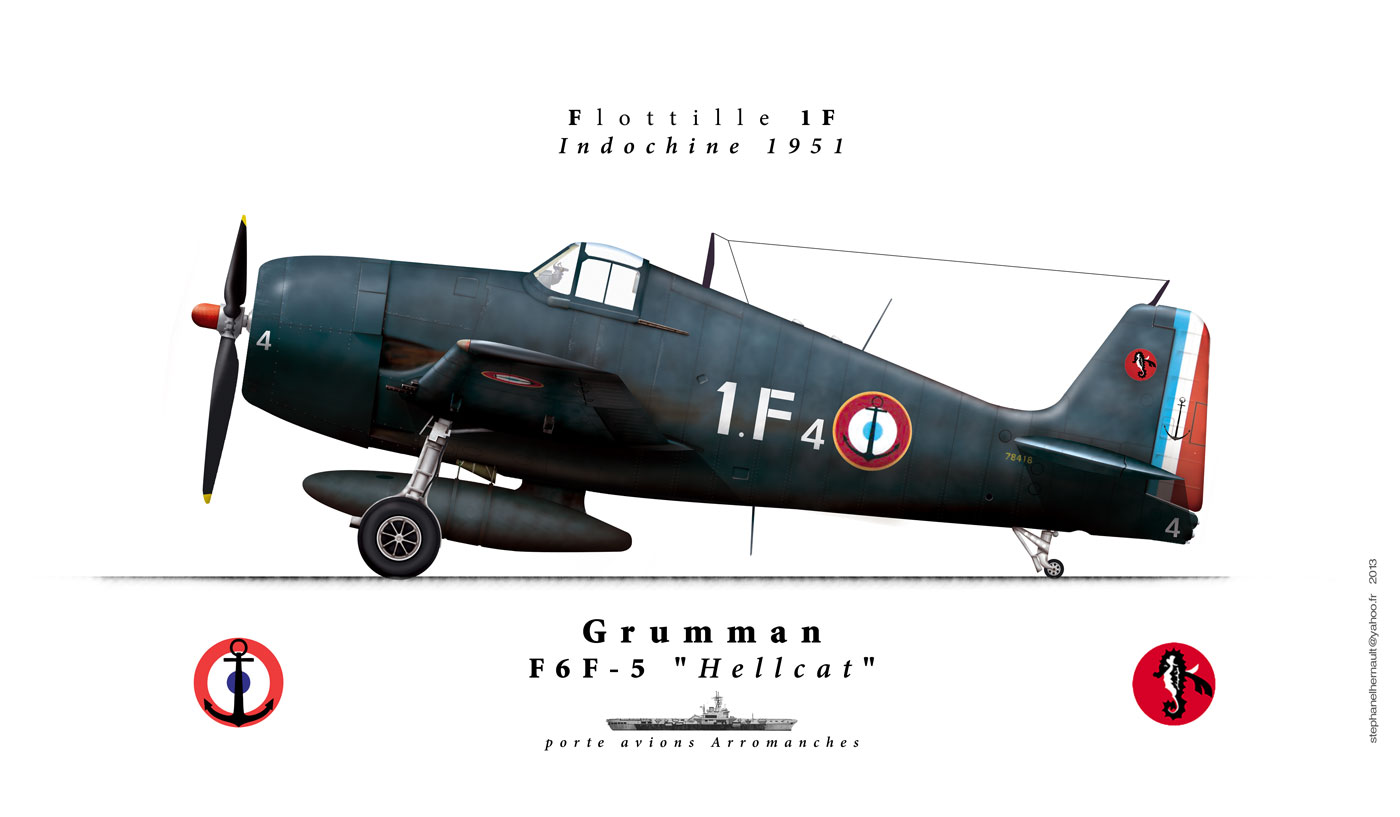
F6F-5 Flottille 1F

### Développement liés
- Grumman F4F Wildcat
- Grumman F8F Bearcat

### Avions similaires
- Chance Vought F4U Corsair
- Nakajima Ki-84
- Kawanishi N1K1-J
- Kawanishi N1K2-J

### Listes
- Liste des avions militaires de la Seconde Guerre mondiale
- Liste des avions embarqués

## Galerie Photos

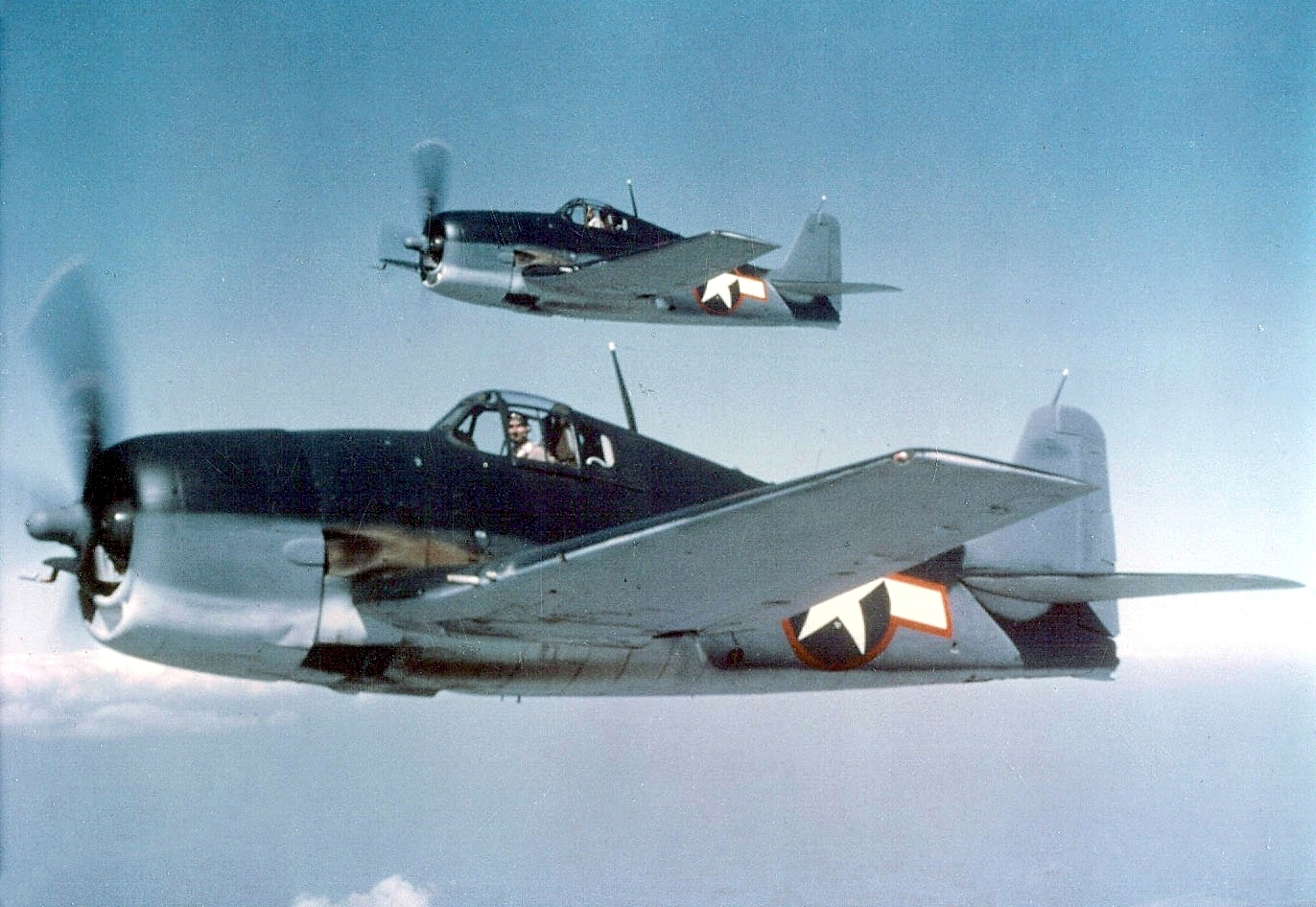
Deux chasseurs Grumman F6F-3 arborant la livrée tricolore réglementaire en vigueur courant 1943.
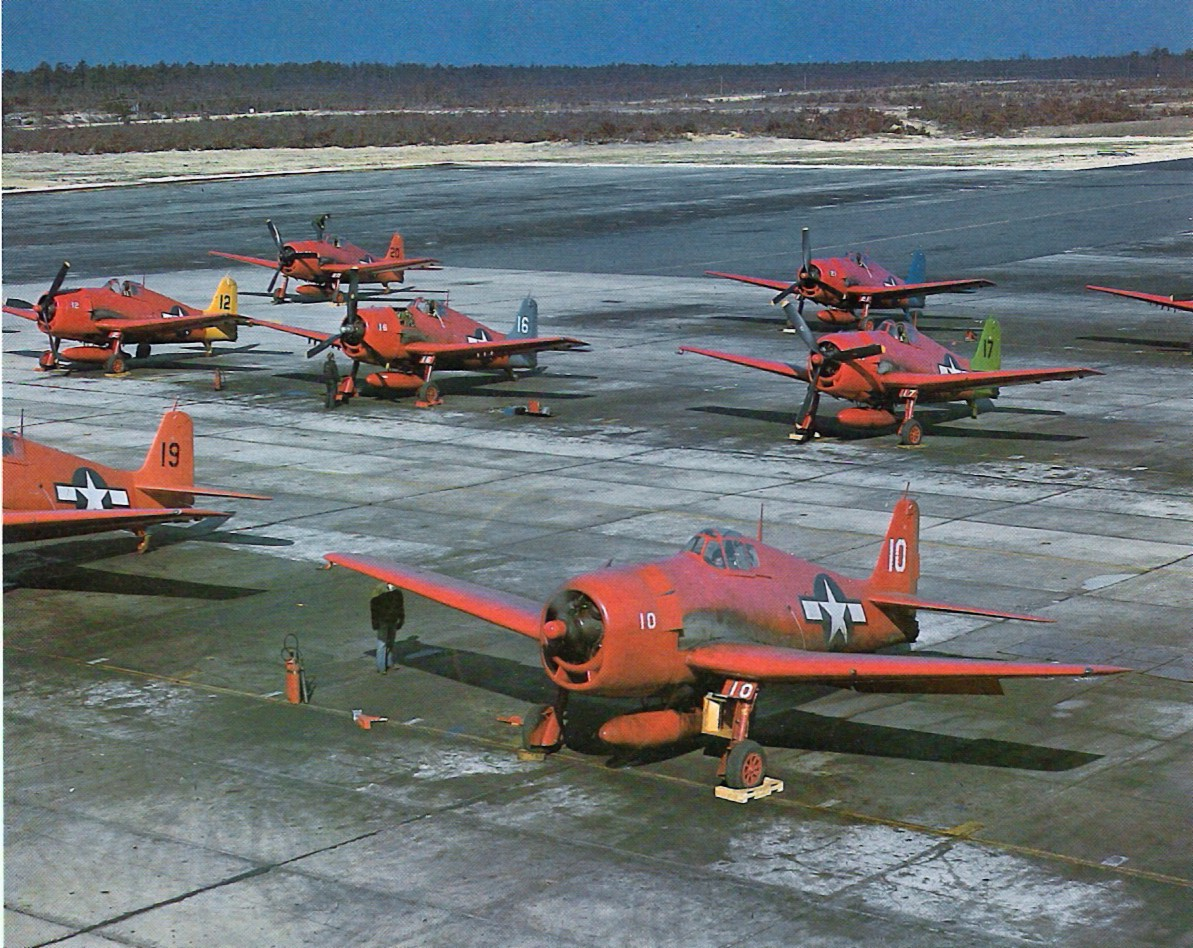
Drones sans pilote F6F-5K au sol durant l'opération Crossroads (juillet 1946). Ces Hellcat devaient traverser le nuage radioactif émis à la suite des essais atomiques sur l'atoll de Bikini, pour tester la radioactivité. La différence de couleur de dérive indique une fréquence de radioguidage différente.
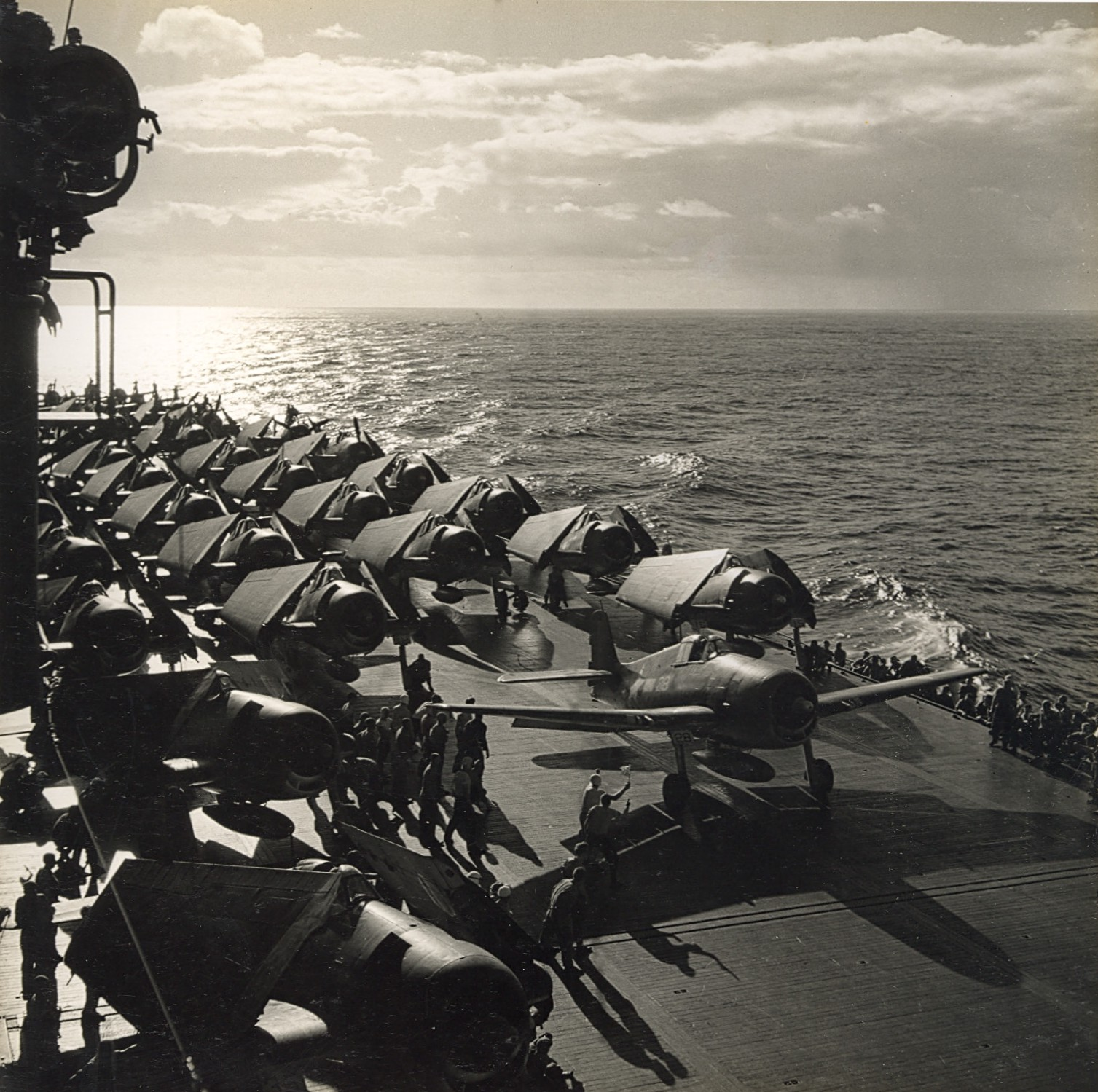
Départ de Hellcat F6F-3 du Carrier Air Group 12 (CVG-12) à partir du porte-avions USS Saratoga (CV-3), 1943-1944.
Hellcat F6F-5 équipé de roquettes HVAR (Inyokern, Californie (États-Unis), 1944-1945.
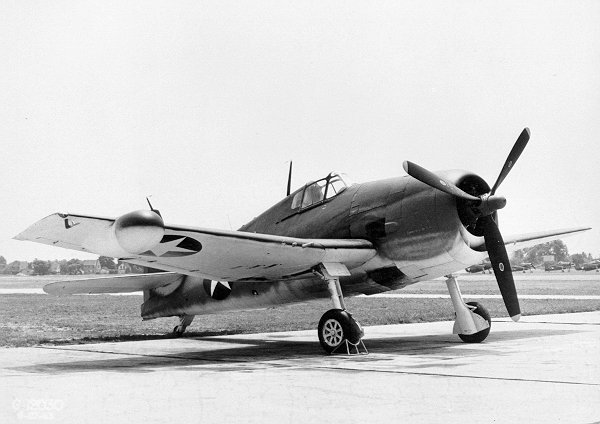
Variante de chasse nocturne Hellcat F6F-3N (1943).
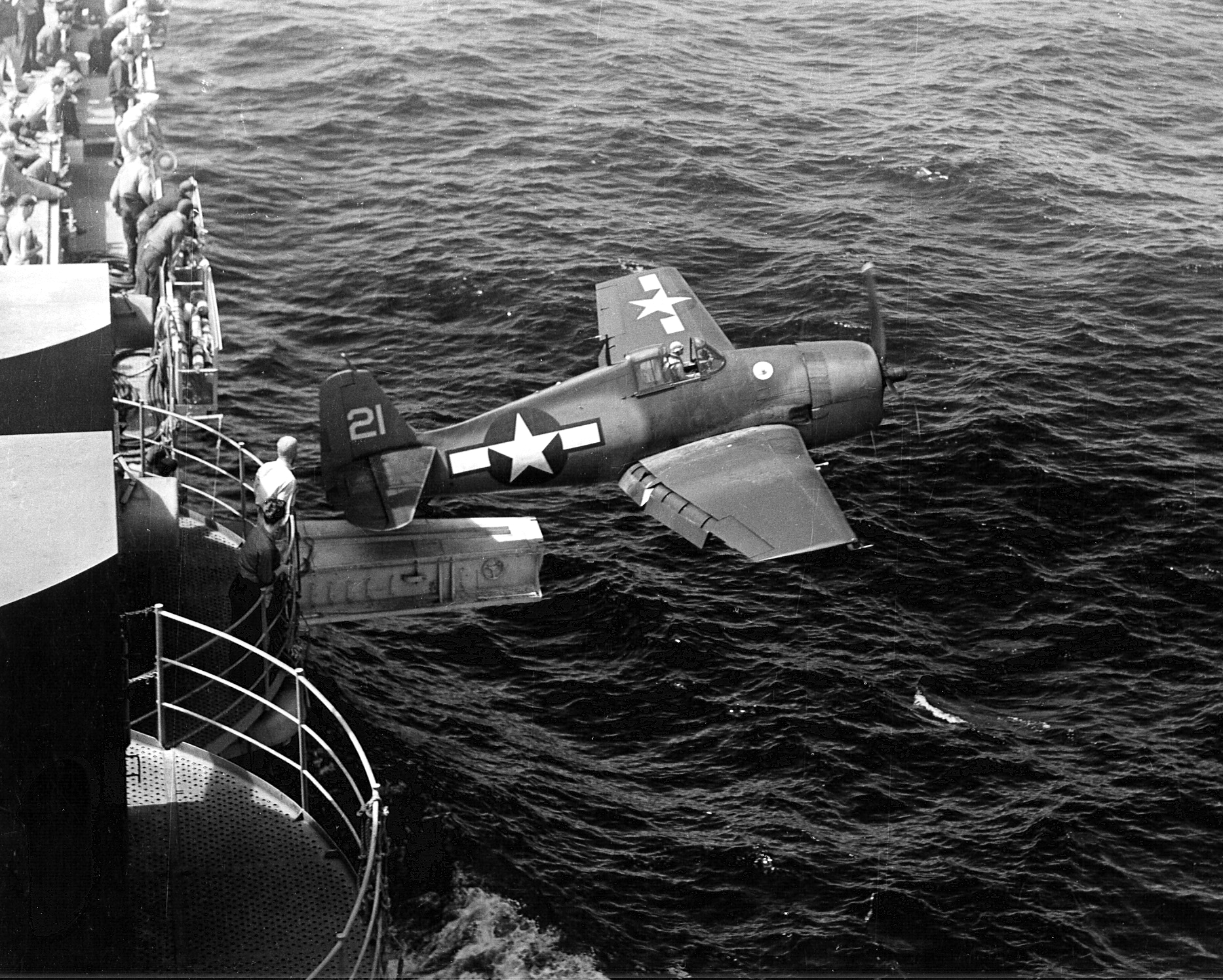
F6F-3 Hellcat du VF-2 fighting squadron lancé depuis la catapulte du hangar du USS Hornet (CV-12), 25 février 1944.
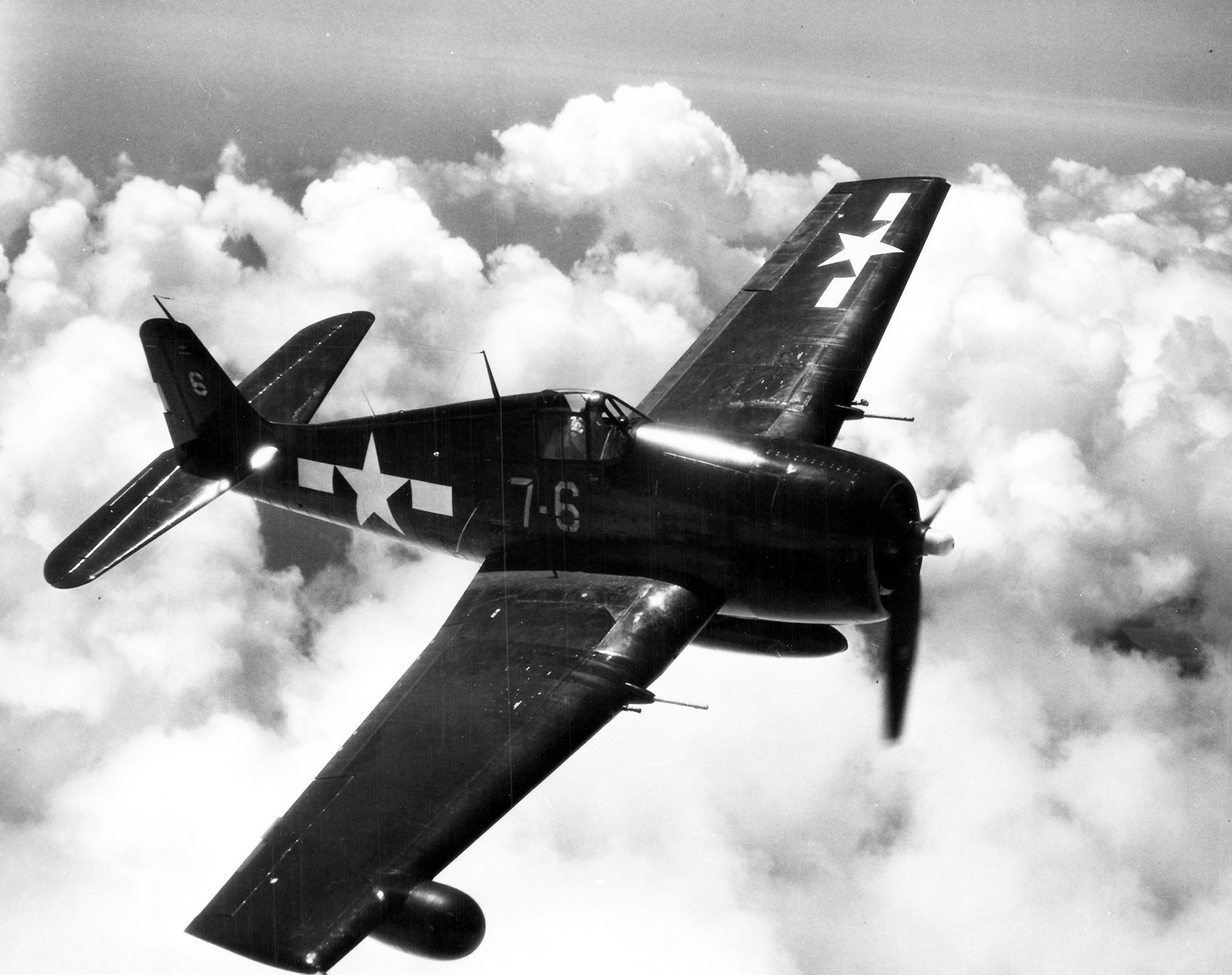
Chasseur de nuit F6F-5N Hellcat de la base navale de Jacksonville, Floride (États-Unis), en 1943-1944.
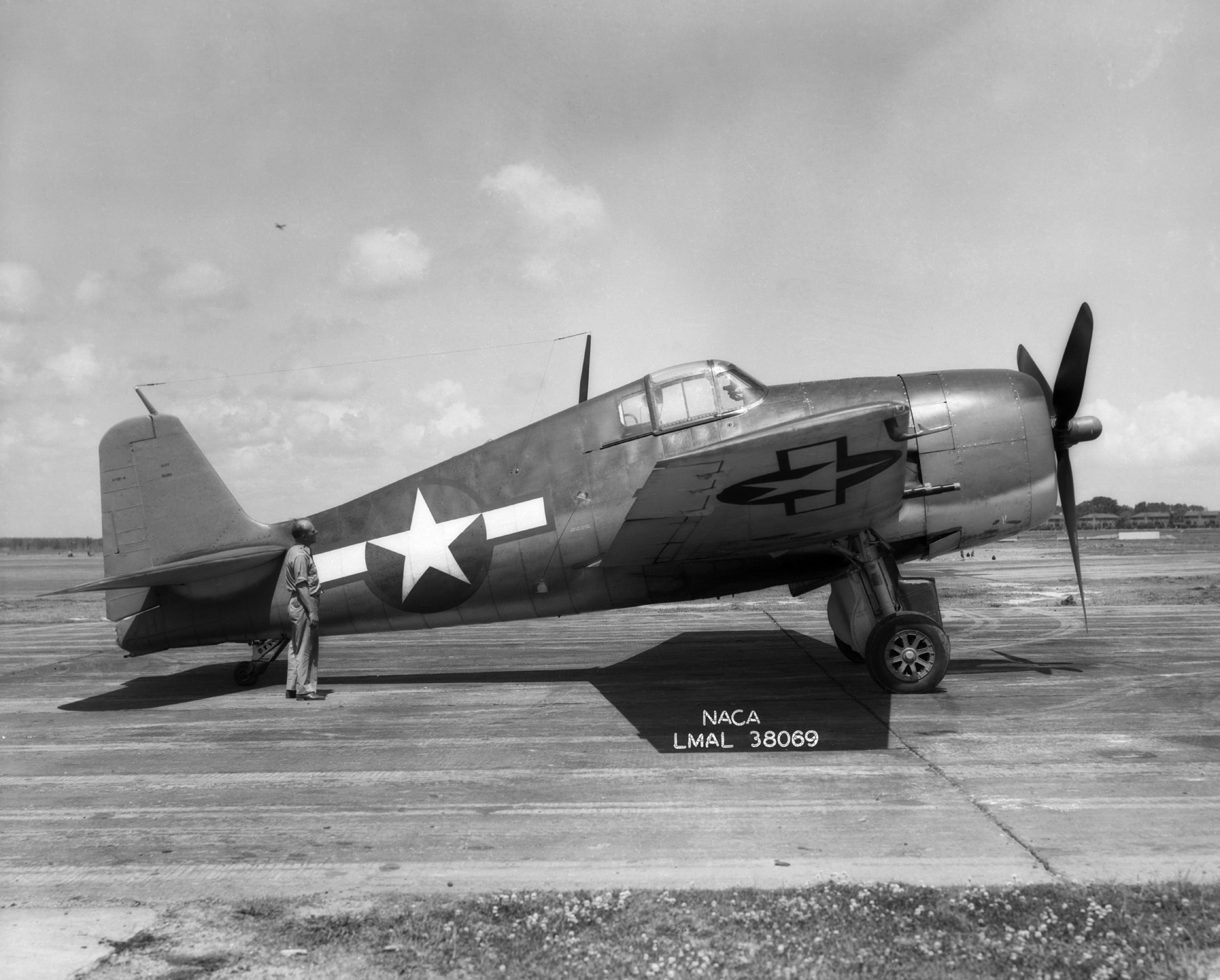
Prototype XF6F-4 Hellcat.
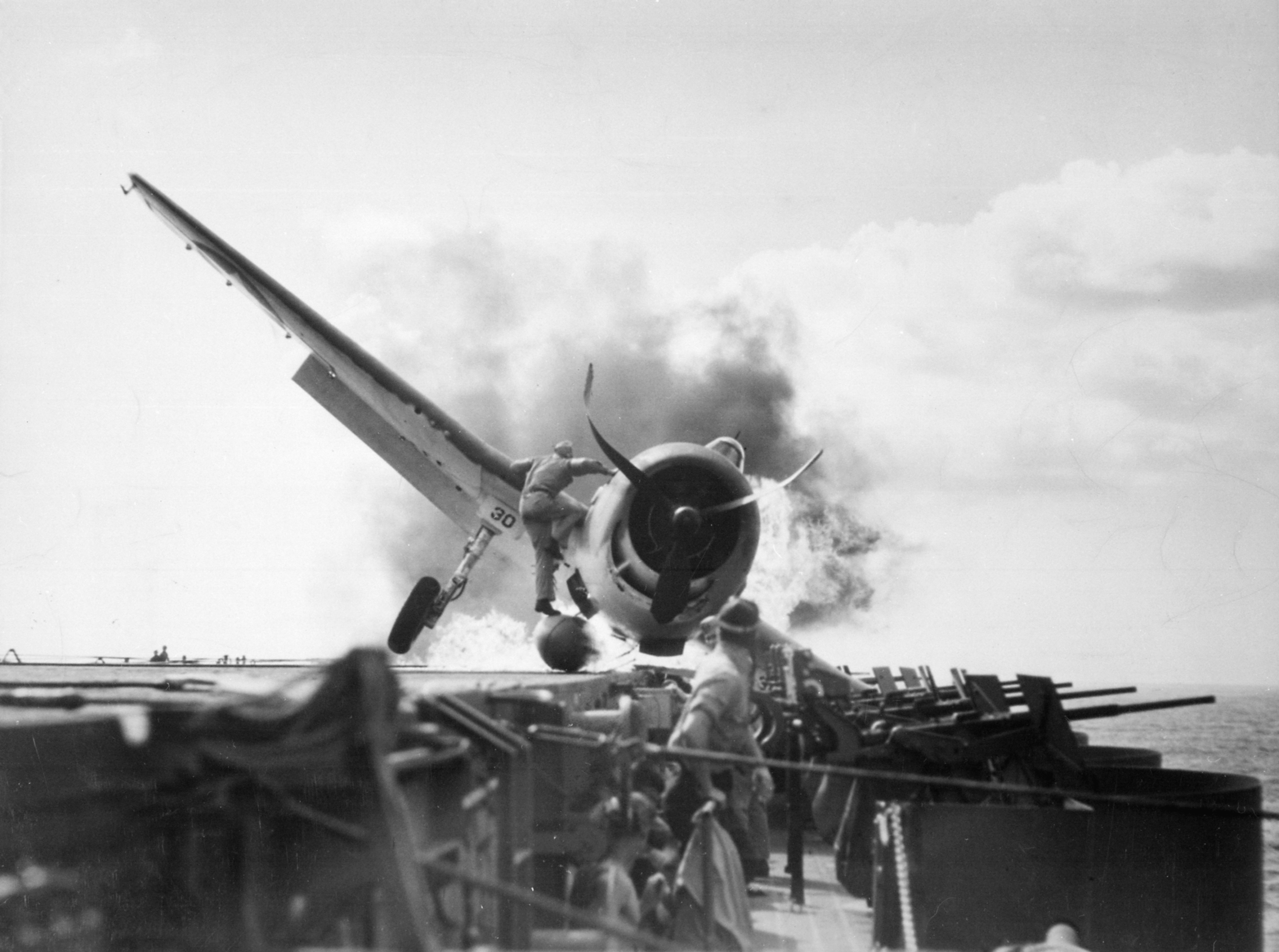
Un chasseur Grumman F6F Hellcat ratant son appontage sur le porte-avions américain USS Enterprise le 10 novembre 1943.